# هامبورغ (أركنساس)
هامبورغ (بالإنجليزية: Hamburg, Arkansas)‏ هي مدينة تقع في بولاية أركنساس في الولايات المتحدة. تبلغ مساحة هذه المدينة 8.8 (كم²)، وترتفع عن سطح البحر 49 م، بلغ عدد سكانها 2857 نسمة في عام 2010 حسب إحصاء مكتب تعداد الولايات المتحدة.

## التركيبة السكانية
حدّد مكتب تعداد الولايات المتحدة بيانات التركيبة السكانية لهامبورغ في تعداد الولايات المتحدة. في ما يلي، التركيبة السكانية حسب تعدادي 2000 و2010.

### تعداد عام 2000
بلغ عدد سكان هامبورغ 3,039 نسمة بحسب تعداد عام 2000، وبلغ عدد الأسر 1,158 أسرة وعدد العائلات 803 عائلة مقيمة في المدينة. في حين سجلت الكثافة السكانية 341.5 نسمة لكل كيلومتر مربع (884.5/ميل2). وبلغ عدد الوحدات السكنية 1,264 وحدة بمتوسط كثافة قدره 142 لكل كيلومتر مربع (367.8/ميل2).
وتوزع التركيب العرقي للمدينة بنسبة 60.32% من البيض و33.63% من الأمريكيين الأفارقة و0.36% من الأمريكيين الأصليين و0.13% من الأمريكيين ذوي الأصول الآسيوية و0.10% من سكان جزر المحيط الهادئ و3.62% من الأعراق الأخرى و1.84% من عرقين مختلطين أو أكثر و6.55% من الهسبانيون أو اللاتينيون من أي عرق.
بلغ عدد الأسر 1,158 أسرة كانت نسبة 39.7% منها لديها أطفال تحت سن الثامنة عشر تعيش معهم، وبلغت نسبة الأزواج القاطنين مع بعضهم البعض 49.7% من أصل المجموع الكلي للأسر، ونسبة 16% من الأسر كان لديها معيلات من الإناث دون وجود شريك، بينما كانت نسبة 3.6% من الأسر لديها معيلون من الذكور دون وجود شريكة وكانت نسبة 30.7% من غير العائلات. تألفت نسبة 27.7% من أصل جميع الأسر من عدة أفراد يعيشون في نفس المنزل ونسبة 15.1% كانت تتألف من شخص يعيش بمفرده يبلغ من العمر 65 عاماً أو أكثر. وبلغ متوسط حجم الأسرة المعيشية 2.55، أما متوسط حجم العائلات فبلغ 3.12.
بلغ العمر الوسطي للسكان 36.7 عاماً. وكانت نسبة 27.9% من القاطنين تحت سن الثامنة عشر، وكانت نسبة 7.7% بين الثامنة عشر والرابعة والعشرين عاماً، ونسبة 26.1% كانت واقعةً في الفئة العمرية ما بين الخامسة والعشرين والرابعة والأربعين عاماً، ونسبة 20% كانت ما بين الخامسة والأربعين والرابعة والستين، ونسبة 15.4% كانت ضمن فئة الخامسة والستين عاماً فما فوق. يوجد لكل 100 أنثى 90.1 ذكر، ويوجد لكل 100 أنثى في الثامنة عشر من عمرها فما فوق 84.6 ذكر.
بلغ متوسط دخل الأسرة في المدينة 26,189 دولارًا، أما متوسط دخل العائلة فبلغ 36,875 دولارًا. وكان متوسط دخل الذكور 28,696 دولارًا مقابل 20,750 دولارًا للإناث. وسجل دخل الفرد الخاص بالمدينة 14,599 دولارًا. وكانت نسبة 20.8% من العائلات ونسبة 25.2% من السكان تحت خط الفقر، وكان من هؤلاء نسبة 35.9% تحت سن الثامنة عشر ونسبة 19.9% في الخامسة والستين من العمر وما فوق.

### تعداد عام 2010
بلغ عدد سكان هامبورغ 2,857 نسمة بحسب تعداد عام 2010، وبلغ عدد الأسر 1,096 أسرة وعدد العائلات 777 عائلة مقيمة في المدينة. في حين سجلت الكثافة السكانية 321 نسمة لكل كيلومتر مربع (831.4/ميل2). وبلغ عدد الوحدات السكنية 1,203 وحدة بمتوسط كثافة قدره 135.2 لكل كيلومتر مربع (350.2/ميل2).
وتوزع التركيب العرقي للمدينة بنسبة 58.24% من البيض و30.07% من الأمريكيين الأفارقة و0.70% من الأمريكيين الأصليين و0.14% من الأمريكيين ذوي الأصول الآسيوية و0.04% من سكان جزر المحيط الهادئ و9.56% من الأعراق الأخرى و1.26% من عرقين مختلطين أو أكثر و13.62% من الهسبانيون أو اللاتينيون من أي عرق.
بلغ عدد الأسر 1,096 أسرة كانت نسبة 37.6% منها لديها أطفال تحت سن الثامنة عشر تعيش معهم، وبلغت نسبة الأزواج القاطنين مع بعضهم البعض 47.6% من أصل المجموع الكلي للأسر، ونسبة 19.3% من الأسر كان لديها معيلات من الإناث دون وجود شريك، بينما كانت نسبة 4% من الأسر لديها معيلون من الذكور دون وجود شريكة وكانت نسبة 29.1% من غير العائلات. تألفت نسبة 26.3% من أصل جميع الأسر من عدة أفراد يعيشون في نفس المنزل ونسبة 12.8% كانت تتألف من شخص يعيش بمفرده يبلغ من العمر 65 عاماً أو أكثر. وبلغ متوسط حجم الأسرة المعيشية 2.56، أما متوسط حجم العائلات فبلغ 3.09.
بلغ العمر الوسطي للسكان 37.0 عاماً. وكانت نسبة 27.2% من القاطنين تحت سن الثامنة عشر، وكانت نسبة 9% بين الثامنة عشر والرابعة والعشرين عاماً، ونسبة 23.5% كانت واقعةً في الفئة العمرية ما بين الخامسة والعشرين والرابعة والأربعين عاماً، ونسبة 25.8% كانت ما بين الخامسة والأربعين والرابعة والستين، ونسبة 14.4% كانت ضمن فئة الخامسة والستين عاماً فما فوق. وتوزع التركيب الجنسي للسكان بنسبة 47.8% ذكور و52.2% إناث.

## أعلام
- كارول إي. لانيير
- سكوتي بيببن
- ستيفي بيري
- كين هايدن
- هاري كان

## وصلات خارجية
- Chamber website
- The US50 - Cities and Towns in Arkansas State
- 2012 United States Census Estimate